# Шамов, Иван Валентинович
Иван Валентинович Шамов (род. 27 марта 1991, Москва, СССР) — российский профессиональный баскетболист, игравший на позиции разыгрывающего защитника.

## Карьера
Начал заниматься баскетболом в СДЮШОР №71 «Тимирязевская. Первый тренер — Вялкина Софья Григорьевна, заслуженный тренер СССР. С 2007 года воспитывался в молодёжной команде ЦСКА.
В сезоне 2009/2010 выступал за «Нижний Новгород», в составе которого выиграл чемпионат Суперлиги Б.

## Сборная России
В 2011 году Шамов выступал за молодёжную сборную России на чемпионате Европы (до 20 лет) в Испании. По итогам турнира сборная России заняла 4 место, уступив в матче за 3 место молодёжной сборной Франции (50:66).

## Достижения
- Чемпион Суперлиги Б: 2009/2010
- Чемпион ДЮБЛ (2): 2007/2008, 2008/2009